# Соловьёв, Иоанн Ильич
Иоа́нн Ильи́ч Соловьёв (1854—1917) — протоиерей Русской Православной церкви, духовный писатель, публицист, педагог, редактор.

## Биография
Родился в семье священника Московской губернии. Окончил Вифанскую духовную семинарию, в 1874 году поступил, а в 1878 году окончил Московскую духовную академию (4-й магистрант XXXIII курса богословского отделения); с 1885 магистр богословия; был преподавателем Смоленской и Московсковской духовных семинарий.
С 1883 года — законоучитель Московского Императорского лицея в память Цесаревича Николая. Поддерживал дружеские отношения с директором лицея В. А. Грингмутом, политиком праворадикального толка, одним из основателей и главных идеологов черносотенного движения.
В 1884 году защитил магистерскую диссертацию на тему «О книге пророка Ионы. Опыт исагогико-экзегетического исследования». Называл Иону первым пророком-писателем, книгу его датировал VIII веком до н. э. Утверждал, что в ней отражены подлинные исторические события, и отмечал, что в Книге Ионы возвещается «распространение мессианского спасения на язычников»
В 1890—1892 годы Соловьёв состоял помощником редактора, а в 1892—1894 годах — редактором изданий общества любителей духовного просвещения: «Воскресных Бесед», «Московских епархиальных ведомостей» и «Чтений в обществе любителей духовного просвещения».
С 1899 года Соловьёв издавал журнал «Вера и Церковь» (1899—1907). Был почитателем святого Серафима Саровского, составил житие преподобного.
Был активным участником монархического движения в Москве. Он не только выступил в роли защитника идеи самодержавия, опубликовав в 1904 году и в 1905 году два сочинения «Вопрос о Царском Самодержавии в истории Священной и отечественной и в современной жизни» и «Царское Самодержавие по учению Св. Библии и родной истории (По поводу современного шатания умов)», но и был членом Русской монархической партии, Русского монархического собрания, на заседаниях которого нередко выступал с докладами.

## Сочинения
- «Чтения из учительных и пророческих книг Ветхого Завета» (М., 1886),
- «Διδαχή των δώδεκα Άποστόλων» (греческий текст с русским переводом, введением и объяснительными примечаниями, М., 1886),
- «Отец протоиерей И. Гр. Наумович» (М., 1892),
- «Св. Василия Великого, архиепископа кесариекаппадокийского, наставление юношам, как пользоваться языческими сочинениями» (М., 1895),
- «Краткое пособие к доброму пользованию святцами или месяцесловом православной церкви» (изд. 2, М., 1897),
- «Пособие к доброму чтению святой Библии» (изд. 2, СПб., 1898),
- «Что нужно знать православному христианину о святом Евангелии» (СПб., 1898),
- «Памятная книжка православного христианина о святой Библии» (изд. 2, М., 1898),
- «Послание святого синода о графе Льве Толстом» (М., 1901);
- «Царское самодержавие по учению св. Библии и родной истории» (М., 1904).
- От Москвы до Ростова Великого : [Из путевых впечатлений воспоминаний паломника] / Прот. И. Соловьев. - Харьков : тип. "Мирн. труд", 1911. - 29 с.
- Полный конспект по Закону божию для экзамена зрелости в Лицее цесаревича Николая / [Свящ. И. Соловьев]. - Москва : тип. А.И. Снегиревой, 1892. - 15 с
- Классическое образование и христианское воспитание / [Свящ. И. Соловьев]. - Москва : Унив. тип., ценз. 1891. - 16 с.
- О. протоиерей Иоанн Григорьевич Наумович : очерк духовно-просветительной деятельности о. Наумовича с приложением портрета его / свящ. И. Соловьёв. - Москва : Унив. тип., 1893. - 45 с.
- Священной памяти его императорского высочества благоверного государя и великого князя наследника цесаревича Николая Александровича в пятидесятую годовщину кончины его (12 апреля 1865 г. - 12 апреля 1915 г.) [Текст]. - Москва : Печатня А.Снегиревой, 1915. - 15, [1] с.
- Заслуженный профессор богословия в Московском императорском университете, протоиерей Николай Александрович Елеонский / Прот. Иоанн Соловьев. - Сергиев Посад : тип. Св.-Тр. Сергиевой лавры, 1910. - 20 с.
- О Святой Библии и её богодухновенности : О происхождении, содерж. входящих в состав её кн. и достодолж. к ней отношении / Протоиерей Иоанн Соловьев. - М. : Паломник, 2001. - 94, [1] с.; ISBN 5-87468-112-4
- Слово в день святителя Николая, архиепископа Мирликийского, чудотворца, произнесенное 6-го декабря 1893 года в Николаевской, в Имп. Лицее в память цесаревича Николая церкви, по случаю принесения Обществом хоругвеносцев Троице-Сергиева посада в дар Лицею святой иконы преподобного Сергия, игумена Радонежского и всея России чудотворца, законоучителем Лицея, свящ. И.И. Соловьевым. - Москва : тип. А.И. Снегиревой, 1893. - 8 с.;
- Незабвенной памяти потомственного почетного гражданина Александра Яковлевича Полякова : [Речь, произнес. над гробом почившего, при отпевании его 22 сент. в Знаменской церкви с. Губаилова прот. И.И. Соловьевым]. - Москва : Унив. тип., 1907. - 11 с.;
- Учение православной церкви о грехе - его сущности, происхождении и следствиях : (Из кл. уроков) / Прот. И. Соловьев. - Москва : Печ. А.И. Снегиревой, 1910. - 20 с.
- Великая ектения : (Опыт истолкования её смысла и значение как молитвы церковнобогослужебной) / Прот. И.И. Соловьев. - Москва : типо-лит. И. Ефимова, 1911. - 79 с.;
- Пасхальный агнец на Евангелиях первых веков/ [свящ. И. Соловьев]. - Москва : Типография А. И. Снегиревой, ценз. 1893. - 12 с.;
- Заветныя думы служителя церкви : в виду предстоящей реформы средней школы / прот. И. И. Соловьев. - Москва : тип. Лисснера и Гешеля, 1902. - 57 с.;
- Православно-христианская философия в русском искусстве : (С выст. религ. картин В.М. Васнецова) / Прот. И. Соловьев. - Харьков : тип. "Мирный труд", 1910. - 22 с.;
- Царское самодержавие по учению св. Библии и родной истории : (По поводу современного шатания умов) / Прот. И. Соловьев. - Москва : Унив. тип., 1904. - 48 с.;
- Какой смысл и значение имеет причтение святейшего патриарха Ермогена к лику святых? : (В ответ недоумевающим и вопрошающим о значении этого торжества и праве на него Святейшего синода) / [Прот. И. Соловьев]. - Сергиев Посад : тип. Св.-Тр. Сергиевой лавры, 1913. - 24 с.;
- О священном писании в курсе закона божия в светских средних учебных заведениях в связи с вопросом об общем распределении предметов этого курса по классам : Докл. на Законоучит. съезде в Москве / Прот. И. Соловьев. - Житомир : изд. прот. А.А. Голосова, 1914. - 35 с.;
- О молитве православной церкви за усопших инославных христиан [Текст] / св. И. Соловьев. - Москва : тип. Л. Ф. Снегирева, 1835. - 42 с.;
- Обетования и пророчества о Иисусе Христе и его св. церкви в книгах Ветхого Завета : (Избр. чтения из кн. Ветхого Завета на славян. и рус. наречиях с крат. сведениями о кн., из которых приведены, заключающиеся в них обетования и пророчества с объяснит. примеч. к ним и толковым слов.) / Прот. И. Соловьев. - Москва : Синод. тип., 1913. - VIII, 276 с.;
- На реках вавилонских [Текст] : (объяснение 136-го псалма в приложении к вопросу о духовном обновлении наших дней) / прот. И. Соловьев. - Москва : Тип. штаба Московского военн[ого] округа, 1905. - 33 с.;
- Православное учение о происхождении мира вообще и в частности мира видимаго [Текст] : (из классных уроков по закону божию) / протоиерей И. И. Соловьев. - Москва : Тип. штаба Московскаго военнаго округа, 1907. - 13 с.;
- О церковности религиозно-нравственнаго образования и воспитания в православно-русской школе [Текст] : (из чтений в школьной коммиссии "Монархическаго собрания" в Москве) / протоиерей И. Соловьев. - Москва : Типография штаба Московскаго военнаго округа, 1907. - 30 с.;
- Священной памяти благовернаго государя и великаго князя Сергия Александровича († 4-го февраля 1905 года) [Текст] / протоиерей И. Соловьев. - Москва : Тип. штаба Московского военного округа, 1905. - 28 с.;
- Храм во имя святителя Николая, архиепископа Мирликийского и чудотворца, в Имп. Лицее в память цесаревича Николая : (Ист. очерк его устроения, устройства и богослужеб. строя) : К двадцатипятилетию со дня его освящения (16 нояб. 1879 г. - 16 нояб. 1904 г.) / [Прот. И. Соловьев]. - Москва : Унив. тип., 1904. - 74 с., 6 л. ил., пл.; 22.
- Силами небесными : Думы православ.-рус. человека в "Рус. монарх. собр." в Москве / П.И.С. - Москва : Унив. тип., 1906. - [2], 18 с., 1 л. фронт. (ил.); 26.
- Краткое пособие к доброму пользованию Святцами, или Месяцесловом православной церкви / [Соч.] Свящ. И. Соловьева. - Москва : Унив. тип., 1895. - 28 с.;
- В заключение девятилетия духовнаго, богословско-апологетическаго журнала "Вера и церковь" [Текст] : к 25-летию священства (18 сентября 1883 г.-18 сентября 1908 г.) / прот[оиерей] И. И. Соловьев. - Москва : Тип. штаба Московского военного округа, 1908. - 33 с.;
- Учение православной церкви о Пресвятой Троице: (из классных уроков по Закону Божию) / прот[оиерей] И. И. Соловьев. - Москва : Тип. Штаба Московскаго военнаго округа, 1906. - 13 с.;
- Незабвенной памяти Михаила Никифоровича Каткова : (Крат. биогр. очерк) / [Соч.] Законоучителя Лицея... прот. Иоанна Соловьева. - Москва : Унив. тип., 1903. - 29 с.;
- Истинная Церковь Христова  / законоучителя Лицея Цесаревича Николая, священника Иоанна Соловьева. - Москва : Тип. Л. и А. Снегиревых, 1888. - 40 с.;
- Слово над гробом Михаила Никифоровича Каткова, произнесенное в день погребения его за литургией в Николаевской, в лицее цесаревича Николая, церкви / [Сост.] Свящ. И.И. Соловьевым. - Москва : Унив. тип., 1887. - 8 с.;
- Объяснение символа веры, десяти заповедей, всенощного бдения, литургии и святых таинств православной церкви, составленные в вопросах и ответах по программе, утвержденной Святейшим синодом для начальных училищ разных наименований и ведомств / Сост. диакон моск. Ризположенской, близ Донского монастыря, церкви Иоанн Соловьев. - Москва : тип. Н.И. Пастухова, 1882. - 47 с.;
- Полный учебник по Закону божию объяснение молитв, рассказы из истории Ветхого и Нового завета, десяти заповедей, всенощного бдения, литургии и святых таинств православной церкви : Сост. в вопр. и ответах по прогр., утв. Святейшим синодом для нач. уч-щ разных наименований и ведомств с прил. самой прогр. / Сост. диакон Моск. Ризположенской, близ Донского монастыря, церкви ИоаннСоловьев. - 3-е изд., испр. и доп. - Москва : типо-лит. И. Ефимова, 1890. - 108, III с.;
- Полный учебник по Закону божию объяснение молитв, рассказы из истории Ветхого и Нового завета, десяти заповедей, всенощного бдения, литургии и святых таинств православной церкви : Сост. в вопр. и ответах по прогр., утв. Святейшим синодом для нач. уч-щ разных наименований и ведомств с прил. самой прогр. / Сост. диакон Моск. Ризположенской, близ Донского монастыря, церкви ИоаннСоловьев. - 4-е изд., испр. и доп. - Москва : типо-лит. И. Ефимова, 1895. - 106, III с.;
- Руководство к истолковательному чтению Библии / [Соч.] Законоучителя Лицея цесаревича Николая, свящ. Н. Соловьева. [Вып. 1-2]. - Москва : тип. А.И. Снегиревой, 1894-1896. - 2 т.
- О книге пророка Ионы : Опыт исагогико-экзегет. исслед. / [Соч.] Законоучителя Лицея цесаревича Николая свящ. И. Соловьева. - Москва : Унив. тип., 1884. - [6], 436 с.;
- О богодухновенности Библии и нашем достодолжном отношении к ней / [Соч.] законоучителя Лицея цесаревича Николая свящ. И. Соловьева. - Москва : журн. "Радость христианина", 1894. - 16 с.;
- Что нужно знать православному христианину о святом Евангелии : (Извлеч. из кн. "Пособие к доброму чтению св. Библии") / [Соч.] Законоучителя Лицея в память цесаревича Николая, свящ. Иоанна Соловьева. - Санкт-Петербург : И.Л. Тузов, 1898. - 73 с.;
- Памятная книжка православного христианина о святой Библии : (Об ее богодуховности, о происхождении, содержании входящих в состав ее книг и достодолжном к ней отношении) / [Соч.] Законоучителя Лицея в память цесаревича Николая, свящ. ИоаннаСоловьева. - 3-е испр. и значит. доп. изд. - Сергиев Посад : тип. Св.-Тр. Сергиевой лавры, 1912. - 88 с.;
- Воскресные утренние Евангелия на славянском и русском наречиях : С введ. и подробным объясн. их по творениям свв. отцов и учителей церкви и соч. др. духовных писателей / [Соч.] Проф. богословия в Лицее... прот. Иоанна Соловьева. - Сергиев Посад : тип. Св.-Тр. Сергиевой лавры, 1914. - [8], 384 с.;
- Пособие к доброму чтению святой Библии : (Руководств. сведения об ее богодухновен. значении, состава, разделении и внеш. особенностях; о происхождении, содерж. и богослужеб. употреблении каждой из свящ. кн. Библии в отдельности) / [Соч.] Законоучителя Лицея в память цесаревича Николая свящ. И. Соловьева. - 2-е изд., испр. и доп. - Санкт-Петербург : И.Л. Тузов, 1897. - 548, XIX с.;
- Слава преподобнаго отца нашего Серафима Саровскаго чудотворца, в свете Христовой веры православной церкви [Текст] : (апологетический очерк) / законоучителя Императорскаго лицея цесаревича Николая прот. И. И. Соловьева. - Москва : Типография М. Борисенко, 1903. - 55 с.;
- Св. Василия Великого, архиепископа Кесарие-Каппадокийского наставление юношам как пользоваться языческими сочинениями : (В рус. пер. с крат. предвар. сведениями о жизни св. Василия Великого и творениях его) / [Соч.] Свящ. И. Соловьева. - Москва : Унив. тип., 1895. - 20 с.;

Автор ряда статей в духовных журналах.